# Geraer Stadtbrand 1780
Der Geraer Stadtbrand 1780 am 18. September 1780 war eine Feuerkatastrophe in der Stadt Gera.

## Ablauf
Aufgrund eines ungewöhnlich trockenen Sommers entfachte am Nachmittag des 18. Septembers 1780 ein Feuer. Die Löschversuche blieben vergebens. Der Brand, der in einem Gebäude der Vorstadt nahe des Weidaischen Tores ausbrach, wurde durch starkem Wind begünstigt, sodass das Feuer auf die gesamte Innenstadt übergriff. Ursache war Brandstiftung.
Die Altstadt wurde praktisch völlig vernichtet. Nur wenige Gebäude überstanden das Inferno wie das Schreibersche Haus, worin sich das Museum für Naturkunde (Gera) befindet bzw. das Ferbersche Haus, das das Museum für Angewandte Kunst (Gera) beherbergt. Nach dem großen Stadtbrand von 1780 verzichtete man auf eine grundlegende Neugestaltung der Stadt, sondern behielt die alte Aufteilung der Straßenzüge und Grundstücke im Wesentlichen bei. Das geschah u. a. aus dem Grund, dass die Zuschüttung von Höhlern aus wirtschaftlicher Sicht unvertretbar gewesen wäre. Außer den Gebäuden ging der Großteil des Viehs verloren. 10 Menschen kamen um.
Augenzeuge des großen Stadtbrandes war im jugendlichen Alter Christoph Gottlieb Steinbeck. Steinbeck hatte Werke zur Brandbekämpfung verfasst. Eine Deckfarbenmalerei von Tobias Jaeger zeigt den am 18. September 1780 ausgebrochenen Stadtbrand. Diese Ansicht entstand um 1785.
Zu den zahlreichen vernichteten Gebäude zählten beispielsweise auch die Salvatorkirche. 
Gera hatte einige Stadtbrände. Doch der von 1780 ist derjenige, welcher sich im tiefsten ins Gedächtnis einbrannte.